# أوسكار هيرنانديز
أوسكار هيرنانديز (بالإسبانية: Óscar Hernández) هو لاعب كرة مضرب إسباني.

## وصلات خارجية
- أوسكار هيرنانديز على موقع رابطة محترفي التنس (الإنجليزية)
- أوسكار هيرنانديز على موقع الاتحاد الدولي لكرة المضرب (الإنجليزية)
- أوسكار هيرنانديز على موقع خلاصة التنس.كوم (الإنجليزية)

- معلومات عن اللاعب